# 蒙特维斯塔 (科罗拉多州)
蒙特维斯塔（英語：Monte Vista），是美国科罗拉多州里奥格兰德县下属的一座城市。建市于1886年9月27日，面积大约为2.611平方英里（6.762平方公里）。根据2010年美国人口普查，该市有人口4,444人。2011年估计该市有人口4,434人，相比2010年人口增长率为?0.23%。同时，论人口该市是科罗拉多州第80大城市。